# Ария фест
Вижте пояснителната страница за други значения на Ария.
„Ария Фест“ е руски метъл фестивал, организиран от група „Ария“.
Първото му издание е през 2010 г., когато „Ария“ изнасят юбилеен концерт по случай 25 години от създаването си. На сцената излизат и групи, създадени от бивши членове на Ария като Мастер и Кипелов. Специални гости са групите Епидемия, Корол и Шут и Мелница. Фестът се провежда в 3 града – Москва, Санкт Петербург и Екатеринбург.
През 2013 фестът ще се проведе на 9 ноември в московския клуб Stadium Life, а специален гост ще е норвежката група Sirenia.
През 2016 г. за първи път фестът има лятно издание.

## Участници

### 2010
- Ария
- Мастер
- Кипелов
- Маврин
- Артерия
- Епидемия
- Корол и Шут
- Мелница

### 2013
- Ария
- Рейдж
- Sirenia
- Catharsis
- Черный обелиск
- Symfomania

### 2014
Ден 1
- Hammerfall
- Edguy
- Stratovarius
- Гран Кураж

Ден 2
- Ария
- Accept
- Mago de Oz
- Lost Society

### 2015
Юбилеен концерт „30 години Ария“
Ден 1
- Ария + бившите членове на групата Валерий Кипелов, Алик Грановский, Сергей Маврин, Сергей Терентиев и Александър Манякин
- Avatar

 Ден 2
- Ария + оркестър Глобалис
- Мелница

### Летен Ария фест 2016
- Ария
- Doro
- Круиз
- Слот

### 2016
- Ария
- Удо Диркшнайдер
- Almanac
- Черный обелиск
- Korsika